# Richard Leakey
Richard Erskine Leakey (sinh ngày 19 tháng 12 năm 1944 tại Nairobi - mất ngày 2 tháng 1 năm 2022) là một nhà khảo cổ học người Kenya, cùng với vợ Meave Leakey là gia đình khoa học gia về cổ nhân loại học nổi tiếng thế giới. Ông tìm thấy ở vùng hồ Turkana các hóa thạch hộp sọ của Homo habilis và Homo erectus. Vào các đợt 1989-1995 và 1998-2004, ông đứng đầu tổ chức Kenya Wildlife Service.
Ông là người thứ hai trong ba người con trai của nhà khảo cổ học Louis Seymour Bazett Leakey và Mary Leakey, và là em trai của Colin Leakey.
Năm 1995, ông đã tham gia vào việc thành lập đảng đối lập Safina (Swahili for "Ark") và sau đó năm 1997 ông đã bước vào Quốc hội Kenya.
Ông qua đời vào ngày 2 tháng 1 năm 2022 tại nhà riêng gần Nairobi trong lúc 
ngủ, hưởng thọ 77 tuổi.

## Cổ sinh vật học
Từ nhỏ Richard đã đi theo cha Louis, đến hiện trường khai quật, được dạy các kỹ năng và đã làm việc có trách nhiệm thậm chí còn là một cậu bé. Tuy nhiên tính độc lập của ông dẫn đến xung đột với cha mình, người đã luôn luôn cố gắng để truyền đạt cho con nhiều thứ. Năm 1967 sau khi ông đưa một số hóa thạch đến Tanzania nhập vào bộ sưu tập của Louis, ông tìm việc làm ở nơi khác.
Ngay năm 1967 Richard cùng với những người Kenya có ảnh hưởng thành lập Liên hiệp Bảo tàng Kenya (nay là Hiệp hội Bảo tàng Kenya). Mục đích của họ là để Kenya hóa và cải thiện Bảo tàng Quốc gia Kenya. Richard làm quan sát và tư vấn, còn Joel Ojal là quan chức chính phủ phụ trách bảo tàng, và là thành viên của Hiệp hội, chỉ đạo của Chủ tịch hội đồng quản trị. Tuy nhiên ban đầu kế hoạch lập bảo tàng đã không thành khi Louis, không rõ là cố ý hay không, tìm cách để loại bỏ con trai đối đầu của mình khỏi vụ việc.

### Di chỉ Omo
Tại một bữa ăn trưa Louis dự với Vua Haile Selassie I và Tổng thống Jomo Kenyatta, cuộc trò chuyện dẫn hướng đến các hóa thạch, và Vua Haile Selassie I muốn biết tại sao chúng không được tìm thấy ở Ethiopia. Louis phát triển hướng điều tra này và xin phép khai quật ở vùng sông Omo.
Chuyến khảo sát gồm chuyên viên từ ba nước: nhóm từ Pháp do Camille Rambourg, nhóm từ Mỹ do Clark Howell, và nhóm Kenya do Richard Leakey dẫn đầu. Louis không thể đi vì chứng viêm khớp. Vượt sông Omo năm 1967, đoàn bị cá sấu tấn công, phá hủy chiếc thuyền gỗ, nhưng các thành viên thì thoát được. Leakey thông báo qua radio tới Louis cho một cái thuyền mới, và Hội địa lý Quốc gia Hoa Kỳ (National Geographic Society) đã cung cấp cho thuyền nhôm.
Tại di chỉ thì Kamoya Kimeu tìm thấy một hóa thạch Hominid. Richard cho rằng đó là Homo erectus, nhưng Louis xác định là Homo sapiens. Đó là hóa thạch lâu đời nhất của loài được tìm thấy tại thời điểm đó, có niên đại 160 Ka (Ka: Kilo annum, ngàn năm trước), và là người đương thời đầu tiên với Homo neanderthalensis. Trong quá trình xác định, Leakey  cảm thấy rằng giới đại học ủng hộ ông .
Năm 2004, các tầng địa chất chứa hóa thạch được định tuổi, và các tác giả nghiên cứu kết luận rằng "ước tính khả dĩ về tuổi của hominid Kibish là 195 ± 5 Ka, và điều này làm cho các hóa thạch này trở thành những di cốt Homo sapiens lâu đời nhất được biết đến".

## Công trình đăng tải
- Cùng Virginia Morell: Wildlife. Ein Leben für die Elefanten. Fischer-Verlag, Frankfurt am Main 2004, ISBN 3-596-16052-9
- Cùng Roger Lewin: Die sechste Auslöschung: Lebensvielfalt und die Zukunft der Menschheit. S. Fischer Verlag, 1996, ISBN 3-10-042703-3 (Tiêu đề gốc: The Sixth Extinction, Tuyệt chủng thứ sáu)
- The origin of humankind. Weidenfeld & Nicolson, 1994
- One Life: An Autobiography. Salem House Publishers 1984, ISBN 0881620556
- Cùng Roger Lewin: Die Menschen vom See: Neueste Entdeckungen zur Vorgeschichte d. Menschheit. Ullstein Verlag, Frankfurt am Main 1982, ISBN 3-548-32051-1 (Originaltitel: People of The Lake)
- Die Suche nach dem Menschen: Was wir wurden, was wir sind. Umschau-Verlag, Frankfurt am Main 1981, ISBN 3-524-69028-9 (Originaltitel: The Making of Mankind)
- Cùng Roger Lewin: Wie der Mensch zum Menschen wurde: Neue Erkenntnisse über den Ursprung und die Zukunft des Menschen. Hoffmann und Campe, Hamburg 1978, ISBN 3-455-08931-3 (Originaltitel: Origins)

## Chỉ dẫn
1. ↑  Không rõ là Leakey cha hay Leakey con.